# Chaunay
 Chaunay  es una población y comuna francesa, en la región de Poitou-Charentes, departamento de Vienne, en el distrito de Montmorillon y cantón de Couhé.

## Demografía
| 1481 | 1317 | 1275 | 1157 | 1174 | 1180 |
| Para los censos de 1962 a 1999 la población legal corresponde a la población sin duplicidades (Fuente: INSEE [Consultar]) |      |      |      |      |      |